# História da Indonésia

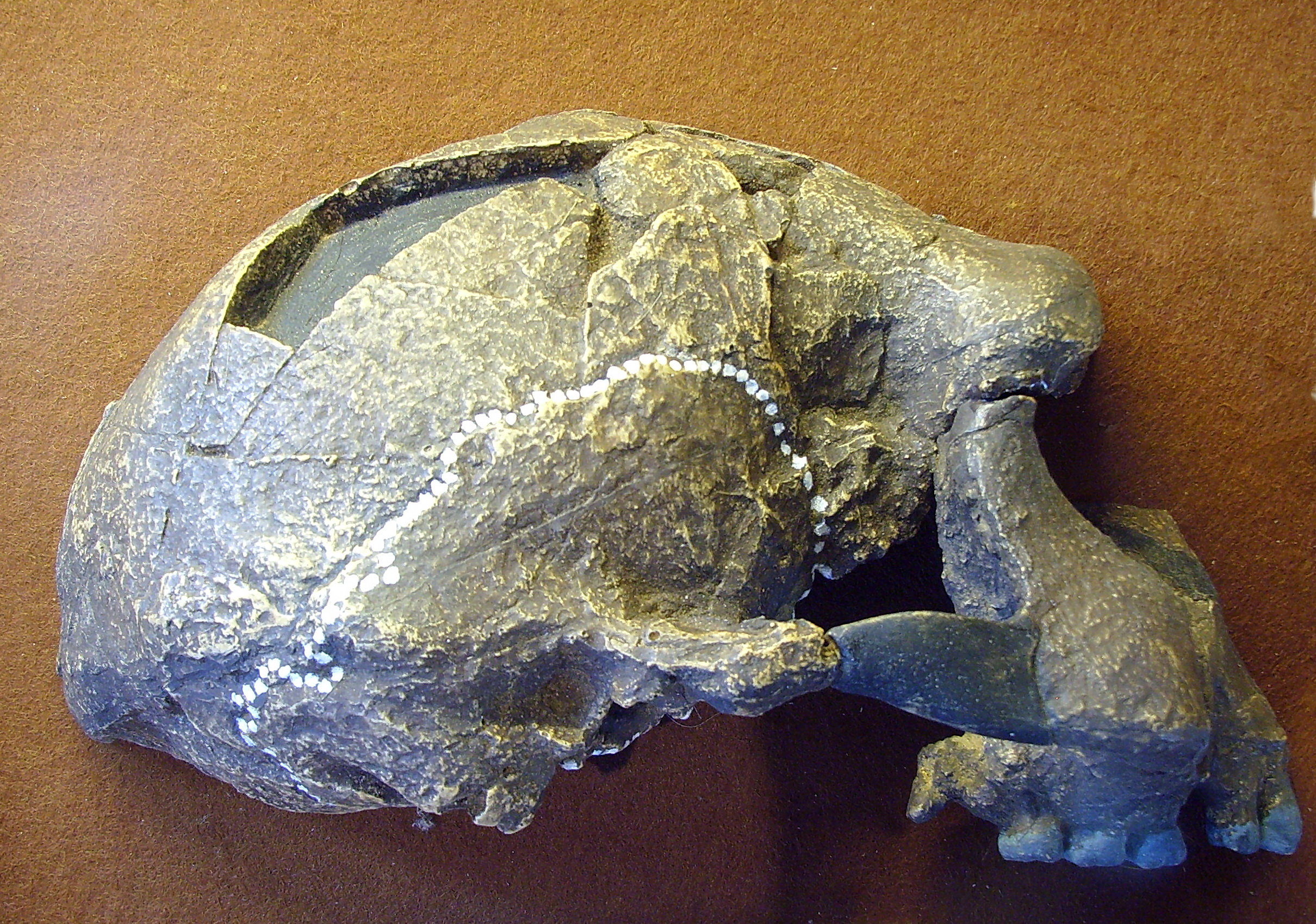
Réplica do crânio do Homem de Java, originalmente descoberto em Sangiran, na área de Java Central.

A História da Indonésia foi moldada por sua posição geográfica, seus recursos naturais, a série de migrações humanas, contatos, economia e comércio, conquistas e política. A Indonésia é um país arquipélago de 17.508 ilhas (6.000 habitadas) que se estende ao longo do equador no Sudeste Asiático.
A posição estratégica do país promoveu o comércio internacional. O comércio, desde então, tem fundamentalmente moldado a história da Indonésia. A área da Indonésia é habitada por povos de várias migrações, criando uma diversidade de culturas, etnias e idiomas. Os acidentes geográficos do arquipélago, além de fatores climáticos da região, influenciaram significativamente a agricultura e o comércio, bem como na formação dos estados.

## Pré-independência

### A era dos Estados Islâmicos

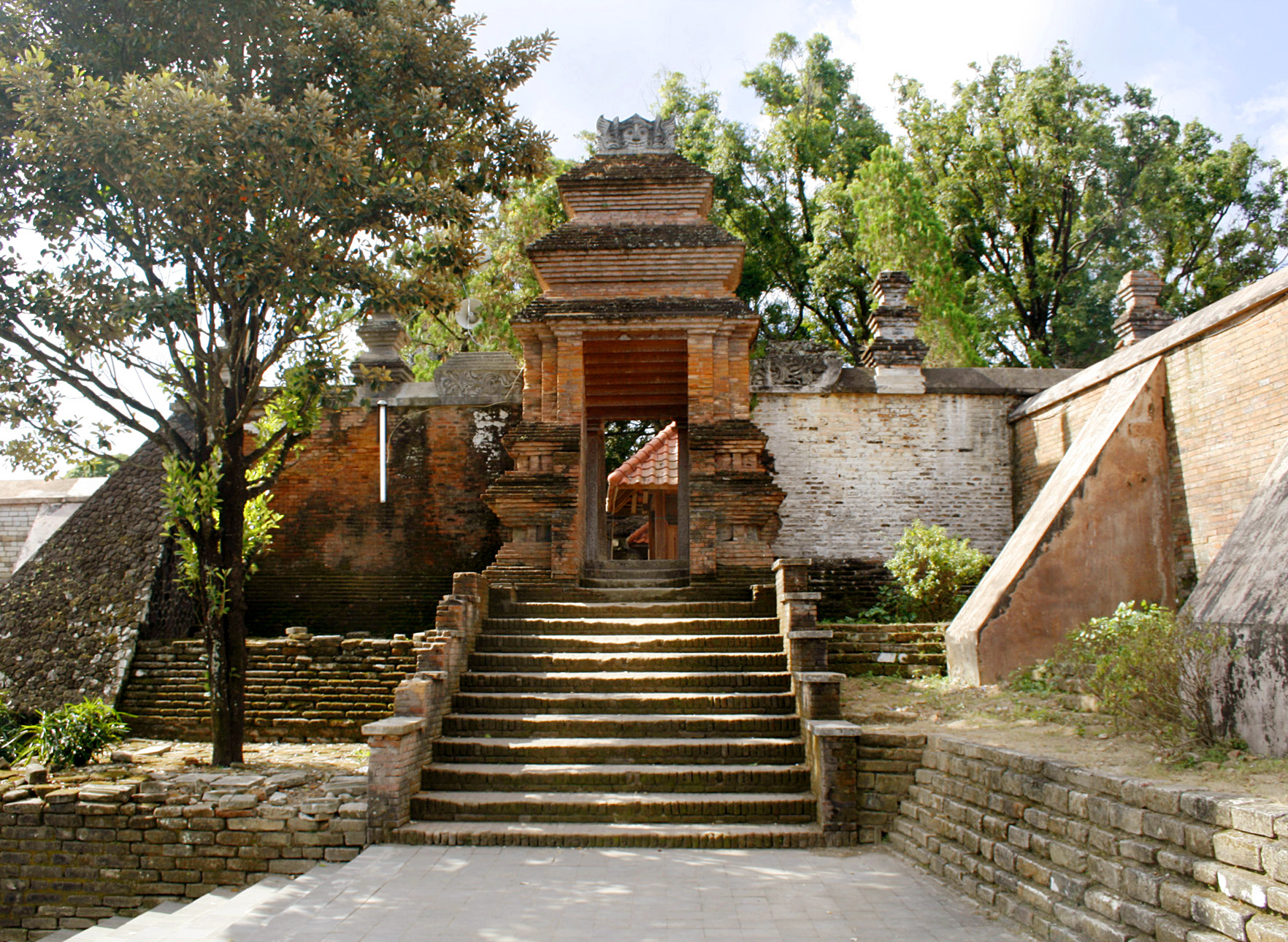
Entrada do mausoléu de Agung de Mataram, no cemitério real de Imogiri, Yogyakarta.

Por volta do século X, com a chegada de navegadores árabes provenientes do Omã e da Índia, o islamismo chegou ao arquipélago  e, com ele, a expansão do Ummah Islâmico.
Quando o califado passou para as mãos dos Otomanos, foi iniciado um grande intercâmbio cultural entre as duas partes do oceano Índico e entre o Atlântico e o distante oceano Pacífico. Com a derrota dos safávidas em Tabriz e a aliança com os Moguls na Índia, os otomanos abriram as portas para o Extremo Oriente, e as fecharam para o Ocidente.
O bloqueio comercial otomano provocou uma incansável busca por um caminho para as terras onde eram produzidas as especiarias. Os europeus ali chegaram em princípios do século XVI. Em 1511, Francisco Serrão e  António de Abreu  chegam às Ilhas Molucas e, na sua vontade de monopolizar o comércio das especiarias, lutam contra os diversos sultanatos islâmicos - luta que encaravam quase que como uma cruzada, já que tais sultanatos eram submetidos econômica e culturalmente ao califado otomano, apesar da imensa distância.

### Período colonial

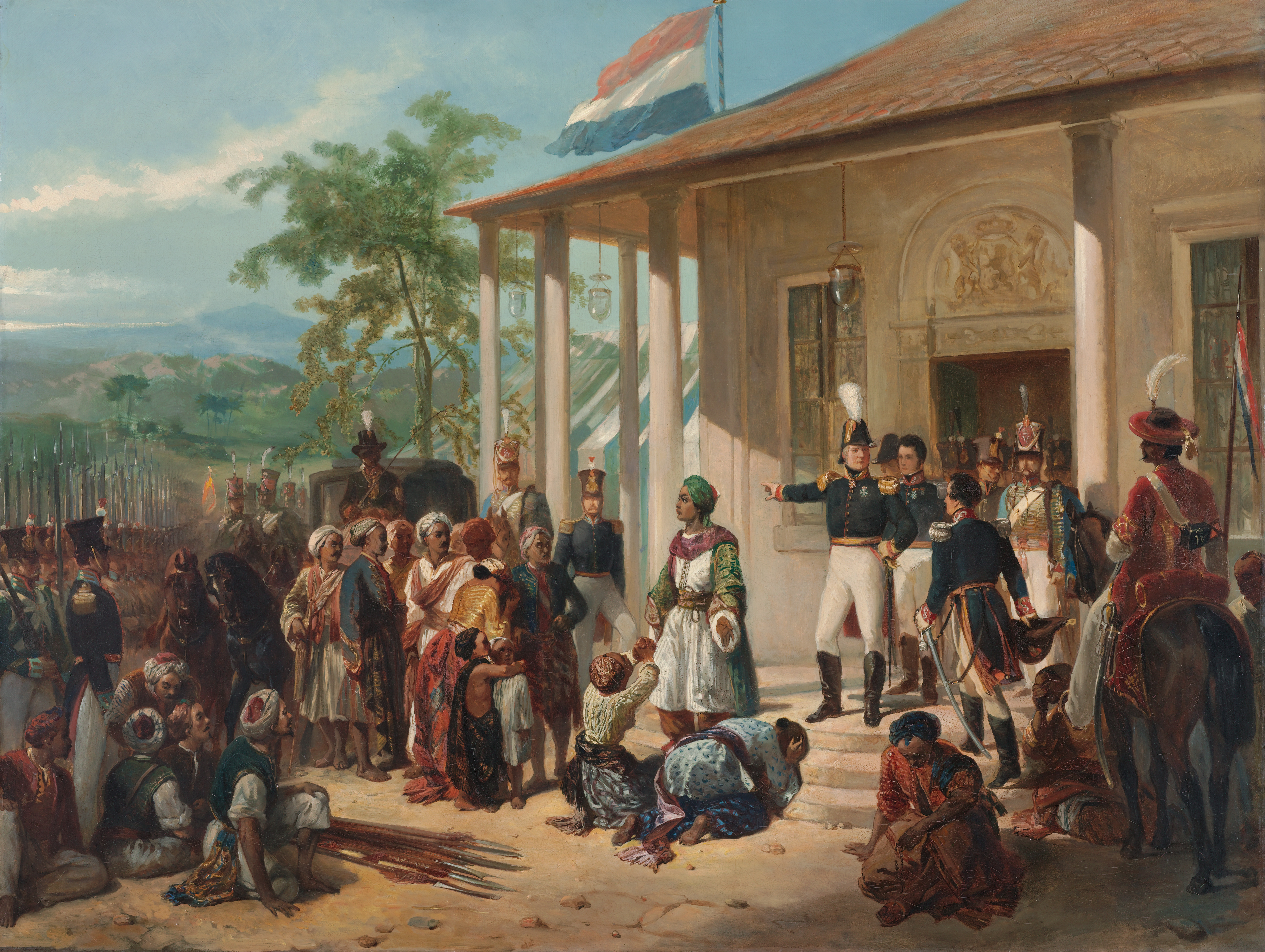
Fim da Guerra de Java (1825 - 1830): rendição do Príncipe Diponegoro ao General De Kock.

Começando no Século XVI, as sucessivas ondas de europeus - portugueses, espanhóis, holandeses e britânicos - procuraram dominar o comércio de especiarias em suas fontes na Índia e nas Ilhas Molucas da Indonésia. Isto significava encontrar um caminho para a Ásia, para recortar os comerciantes muçulmanos que, com sua saída de Veneza no Mediterrâneo, monopolizaram as importações de especiarias para a Europa. Com preços astronômicos na época, as especiarias eram altamente cobiçadas, não só para preservar e tornar a carne mal conservada aceitável, mas também como medicamentos e poções mágicas.
A chegada dos europeus no Sudeste Asiático é muitas vezes considerada como o divisor de águas em sua história. Outros estudiosos consideram este ponto de vista insustentável, argumentando que a influência européia durante os tempos das primeiras chegadas, nos Séculos XVI e XVII, foi limitada em termos de área e profundidade. Isto é, em parte, devido à Europa não ser a área mais avançada ou dinâmica do mundo no início do século XV. Pelo contrário, a força expansionista principal deste tempo foi o Islão. Em 1453, por exemplo, os turcos otomanos conquistaram Constantinopla, enquanto o Islão continuou a se espalhar através da Indonésia e das Filipinas. A influência européia, particularmente a dos holandeses,não teria o seu maior impacto na Indonésia até os Séculos XVIII e XIX.

### Independência
Durante a Segunda Guerra Mundial, os Países Baixos foram ocupados pela Alemanha e assim perderam a sua colônia para os japoneses. Com o fim da guerra, Sukarno, que tinha cooperado com os japoneses, declarou a independência da Indonésia. Porém, os aliados apoiaram as forças neerlandesas na tentativa de recuperar a sua colônia. A guerra pela independência (denominada como Revolução Nacional Indonésia) durou quatro anos e, sob pressão internacional, os Países Baixos foram forçados a reconhecer o novo Estado.

## Período após a independência

### A nova ordem

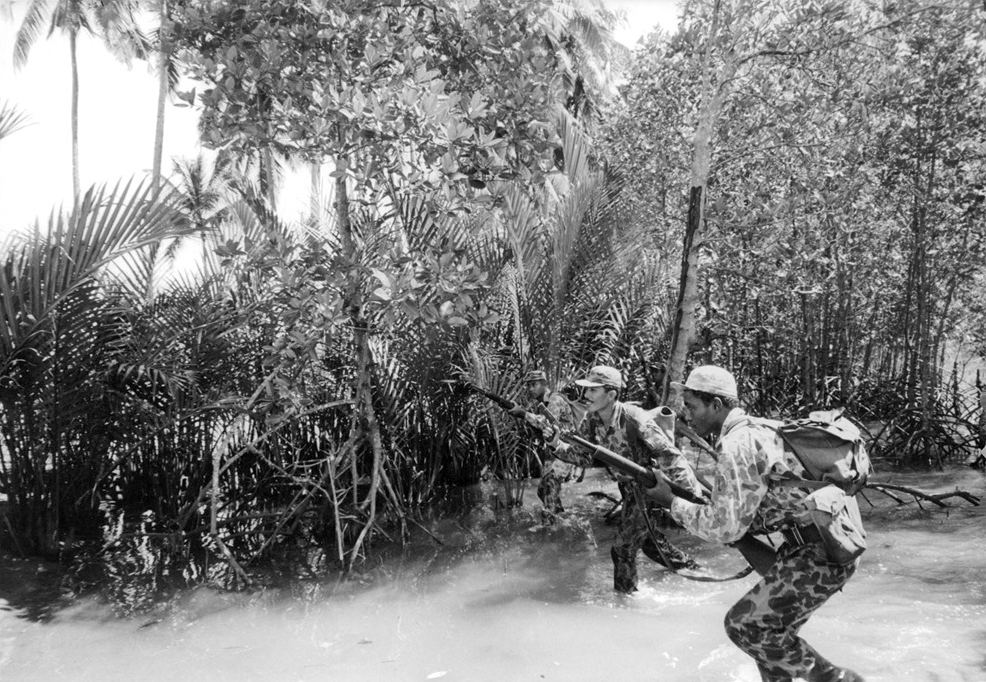
Soldados indonésios vadeando um rio em numa ação de combate em 1962.

Nos anos 50 e 60, a ideologia anti-imperialista de Sukarno acabou por tornar a Indonésia crescentemente dependente da União Soviética e depois, da China. Ele alinhou-se ao socialismo e entrou em guerra com a Malásia. Em 1965 deu-se uma tentativa de golpe de estado. O general Suharto, que tinha ajudado a conter o golpe, toma o poder depois de um grande massacre.

### Deposição de Suharto
Suharto foi reeleito cinco vezes e governou a Indonésia com auxílio dos militares. Mas, com a crise económica asiática de 1997, o país voltou à rebelião e o presidente foi obrigado a renunciar, entregando o poder ao seu vice, B. J. Habibie. Entretanto, nas eleições de 1999, Habibie foi derrotado por Megawati Sukarnoputri, filha de Sukarno. Sukarnoputri nem chegou a ser empossada, tendo sido substituída pelo seu partido político, liderado por Abdurrahman Wahid.
A crise de Timor-Leste mudou o cenário, e Sukarnoputri voltou à presidência em 2001. Em 2004, nas primeiras eleições directas, foi eleito o presidente, Susilo Bambang Yudhoyono, que em 2009 foi reeleito para um segundo mandato.

### Terremoto e tsunamis de 2004
Ainda em 2004, a 26 de Dezembro, uma catástrofe abalou o país. Nesse dia, registou-se o maior terramoto dos últimos tempos (8,9 graus da escala de Richter), com epicentro ao largo da ilha de Samatra. O sismo originou maremotos e tsunamis que assolaram a costa de vários países do Sudeste Asiático, como o Sri Lanka (o mais afectado), seguido da própria Indonésia, Índia, Tailândia, Malásia, Maldivas e Bangladesh, tendo provocado milhares de mortos e de desalojados.